# Vlad el Empalador
Vlad III de Valaquia (Sighișoara, Transilvania; 1428/31-1476/77), conocido como Vlad el Empalador (en rumano: Vlad Țepeș) o Vlad Drácula (en rumano: Vlad Drăculea), fue príncipe de Valaquia entre 1456 y 1462. Es considerado uno de los gobernantes más importantes de la historia de Valaquia y héroe nacional de Rumanía.
Fue el segundo hijo del príncipe Vlad II Dracul de Valaquia. Vlad y su hermano menor, Radu, estuvieron como rehenes del Imperio otomano en 1442 para asegurar la lealtad de su padre. Dracul y su hijo mayor, Mircea, murieron asesinados el 27 de diciembre después de que Juan Hunyadi, gobernador regente de Hungría, invadiera Valaquia en 1447. Hunyadi colocó en el trono a Vladislao II, primo segundo de Dracul, quien en el otoño boreal de 1448 lo acompañó en una campaña militar contra los otomanos. Estos últimos decidieron apoyar a Vlad para ocupar el trono de Valaquia. En octubre de 1448 invadió el principado, pero Vladislao regresó y tuvo que refugiarse en la corte otomana a fines de ese año. Después se dirigió a Moldavia en 1449 o 1450, y luego a Hungría.
Las relaciones entre Hungría y Vladislao se deteriorarían así que en 1456 Vlad invadió nuevamente Valaquia, aunque esta vez con apoyo de los húngaros. El príncipe pereció combatiendo a Vlad, que se hizo con el trono valaco. Luego comenzó una purga entre los boyardos (nobles) valacos para fortalecer su posición. También entró en conflicto con los sajones de Transilvania, que apoyaron a sus rivales, Dan y Basarab Laiotă (que eran hermanos de Vladislao), y a su medio hermano ilegítimo, Vlad el Monje. Vlad saqueó las aldeas sajonas y se llevó a los capturados a Valaquia, donde mandó a empalarlos (lo que inspiró su cognomen). La paz fue restablecida en 1460.
El sultán otomano Mehmed II envió a dos emisarios para comunicarle que debía rendirle vasallaje, pero los hizo capturar y empalar. En febrero de 1462, atacó el territorio otomano y masacró a decenas de miles de turcos y búlgaros. Mehmed lanzó una campaña contra Valaquia para reemplazarlo con su hermano Radu. El príncipe intentó capturar al sultán en Târgoviște durante la noche del 16 al 17 de junio de 1462. Los otomanos abandonaron el principado, pero cada vez más valacos abandonaban a Radu. Vlad viajó a Transilvania para buscar ayuda del rey Matías Corvino de Hungría, a fines de 1462, aunque este ordenó apresarlo.
Vlad estuvo cautivo en Visegrád desde 1463 hasta 1475. Durante este período, las anécdotas sobre su crueldad comenzaron a extenderse en Alemania e Italia. Por petición de Esteban III de Moldavia se le liberó en el verano de 1475. Combatió en el ejército de Corvino contra los otomanos en Bosnia a principios de 1476. Las tropas húngaras y moldavas lo ayudaron a que Basarab Laiotă (que había destronado a Radu) abandonara Valaquia en noviembre de 1476. Basarab regresó con el apoyo otomano a finales de aquel año. Vlad murió enfrentándolo en las cercanías de Bucarest antes del 10 de enero de 1477.
A finales del siglo XV adquirieron gran popularidad los libros que relataban sus actos de crueldad, convirtiéndose en algunos de los primeros superventas en Europa. En Rusia, las historias populares sugirieron que Vlad pudo fortalecer el gobierno central solo mediante la aplicación de castigos brutales, y la mayoría de los historiadores rumanos adoptaron una opinión similar en el siglo XIX. El escritor irlandés Bram Stoker se inspiró en este príncipe para crear su personaje del vampiro conde Drácula.

## Nombre
Durante su vida, Vlad firmaba sus documentos en latín como Ladislaus Dragwlya, vaivoda partium Transalpinarum (1475). Su patronímico rumano Dragwlya (o Dragkwlya, Dragulea, Dragolea, Drăculea) es un diminutivo del epíteto Dracul, heredado de su padre Vlad II Dracul, quien en 1431 fue admitido en la Orden del Dragón, creada en 1408 por Segismundo de Luxemburgo, rey de Hungría y posteriormente emperador germánico. Dracul, que en rumano significa «el Dragón», es una forma definida rumana, siendo -ul el sufijo de artículo definido (del latín ille) y la palabra drac, el sustantivo «dragón» (del latín draco). La palabra drac ha adquirido en rumano moderno la connotación de «demonio» (la palabra para «dragón» ahora es balaur o zmeu), lo que ha llevado a malinterpretar el apodo de Vlad como «demoníaco».
En cuanto a su apodo, Țepeș, el Empalador, proviene a su afición por el empalamiento como método de ejecución, aunque únicamente le fue asignado póstumamente, en torno al año 1550. Antes de esto solamente había sido conocido como Kazıklı Bey (Señor Empalador) por los turcos otomanos que encontraron sus «bosques» de empalados.

## Primeros años
Vlad era el segundo hijo de Vlad II Dracul, quien a su vez era hijo ilegítimo de Mircea I de Valaquia. Su padre se había ganado el apodo de «Dracul» porque pertenecía a la Orden del Dragón, la cual se dedicaba a detener el avance de los turcos otomanos en Europa. Como tenía la edad suficiente para ser candidato al trono de Valaquia en 1448, el año de su nacimiento habría ocurrido entre 1428 y 1431. Probablemente nació después de que su padre se estableciera en Transilvania en 1429. El historiador Radu Florescu escribe que nació en la ciudad sajona de Sighișoara (que en ese entonces formaba parte el Reino de Hungría), donde su padre vivió entre 1431 y 1435. Los historiadores modernos identifican a su madre como hija o pariente de Alejandro I de Moldavia, o como la primera esposa desconocida de su padre.

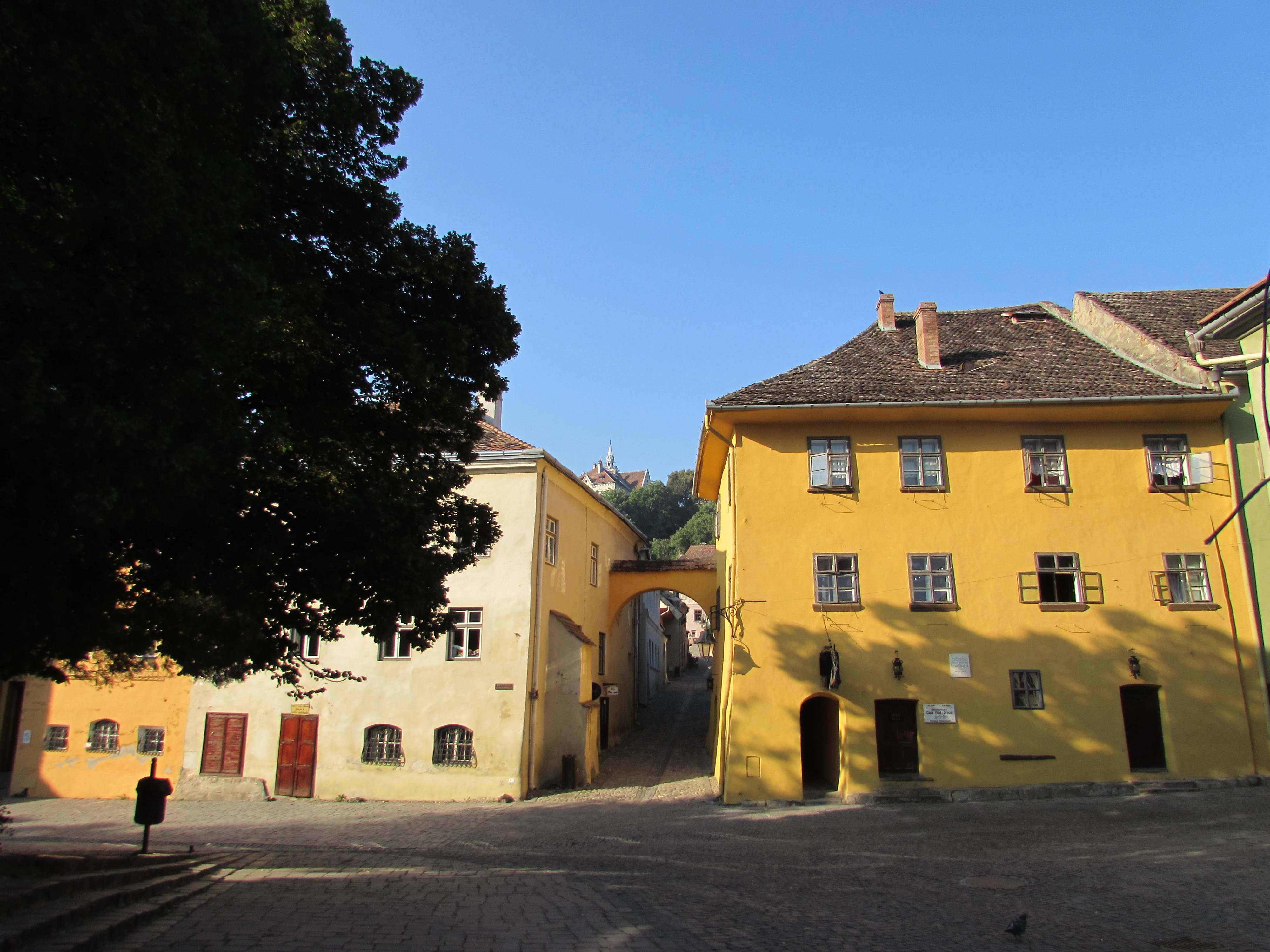
La casa en la plaza principal de Sighișoara donde Dracul residió entre 1431 y 1435.

Dracul se hizo con la corona de Valaquia después de la muerte de su medio hermano Alejandro I Aldea en 1436. Una de sus cartas, emitida el 20 de enero de 1437, conserva la primera referencia a Vlad y su hermano mayor, Mircea, señalándolos como los «primeros hijos» de su padre. También son mencionados en otros cuatro documentos entre 1437 y 1439. La última de estas también hace mención a su hermano menor Radu.
Después de una reunión con Juan Hunyadi, vaivoda de Transilvania, Dracul no apoyó una invasión otomana a Transilvania en marzo de 1442. El sultán otomano Murad II, le ordenó que fuera a Galípoli para demostrar su lealtad. Sus hijos menores lo acompañaron a la corte otomana, donde todos fueron apresados. Los turcos lo liberaron a  finales de ese año, pero sus hijos siguieron siendo rehenes para asegurar su lealtad. Estuvieron prisioneros en la fortaleza de Eğrigöz (actual Doğrugöz), según las crónicas contemporáneas turcas. Sus vidas estuvieron en peligro después que Dracul apoyara a Vladislao III Jagellón, rey de Polonia y Hungría, contra los turcos durante la cruzada de Varna en 1444. El príncipe estaba convencido de que sus hijos serían «sacrificados por el bien de la paz cristiana», pero ninguno fue asesinado o mutilado luego de su rebelión.
Dracul reconoció nuevamente la soberanía del sultán y prometió rendirle un tributo anual en 1446 o 1447. Hunyadi (quien había sido nombrado gobernador regente de Hungría en 1446) irrumpió en Valaquia en noviembre de 1447. El historiador bizantino Miguel Critóbulo escribió que Vlad y Radu huyeron de los otomanos, lo que sugiere que el sultán les permitió regresar a su país después que su padre le rindiera vasallaje. En ese mismo año Dracul y su hijo mayor, Mircea, fueron asesinados. Hunyadi colocó en el trono de Valaquia a Vladislao II, primo segundo de Dracul.

## Príncipe de Valaquia

### Primer reinado

Territorios gobernados alrededor de 1390 por el abuelo de Vlad Tepes, Mircea I de Valaquia.

Tras la muerte de su padre y su hermano mayor, Vlad se convirtió en un posible pretendiente al trono de Valaquia. Vladislao acompañó a Hunyadi, quien lanzó una campaña contra el Imperio otomano en septiembre de 1448. Aprovechando la ausencia de su rival invadió el principado a la cabeza de un ejército turco a principios de octubre. Como precio por el apoyo recibido, tuvo que ceder a los otomanos  la fortaleza de Giurgiu en el Danubio, quienes empezaron a fortificarla.
Los turcos derrotaron al ejército húngaro en la batalla de Kosovo entre el 17 y el 18 de octubre de 1448. El diputado de Hunyadi, Nicolás Vízaknai, pidió entrevistarse con el nuevo príncipe en Transilvania, pero este se rehusó. Vladislao II regresó a Valaquia a la cabeza de los restos de su ejército; Vlad se vio obligado a huir al Imperio otomano antes del 7 de diciembre de 1448.

Les traemos noticias que [Nicolás Vízaknai] nos escribe y nos pide que seamos tan amables como para venir a él hasta que [Juan Hunyadi]... regrese de la guerra. No podemos hacer esto porque un emisario de Nicópolis vino a nosotros... y dijo con gran certeza que [Murad II había derrotado a Hunyadi]. ... Si vamos con [Vízaknai] ahora, los [otomanos] podrían venir y matarte a ti y a nosotros. Por lo tanto, le pedimos que tenga paciencia hasta que veamos que le ha sucedido a [Hunyadi]. ... Si regresa de la guerra, nos encontraremos con él y haremos las paces. Pero si serán nuestros enemigos ahora, y si algo sucede,... tendrán que responder por ello ante Dios.
Carta de Vlad el Empalador a los concejales de Brașov.

### Exilio
Vlad se estableció en Edirne después de su derrocamiento. No mucho después, se mudó a Moldavia, donde Bogdan II, cuñado de su padre y posiblemente su tío materno, había ascendido al trono con el apoyo de los húngaros en el otoño boreal de 1449. Luego de que Bogdan fuera asesinado por Pedro Aarón en octubre de 1451, su hijo Esteban huyó a Transilvania con Vlad para buscar la ayuda de Hunyadi. Sin embargo, este concluyó una tregua de tres años con los otomanos el 20 de noviembre de 1451 que reconoció el derecho de los nobles (o boyardos) valacos para elegir al sucesor de Vladislao II si este fallecía.
Vlad supuestamente quería establecerse en Brașov —que era un centro para los boyardos exiliados por Vladislao II—, pero Hunyadi prohibió a los burgueses que le dieran refugio el 6 de febrero de 1452. Después regresó a Moldavia donde el pretendiente Alejandro había destronado a Pedro Aarón. Los eventos de su vida durante los siguientes años son desconocidos. Posiblemente regresó a Hungría antes del 3 de julio de 1456, porque ese día Hunyadi informó al pueblo de Brașov que le había encomendado la defensa de la frontera de Transilvania.

### Segundo reinado

#### Consolidación

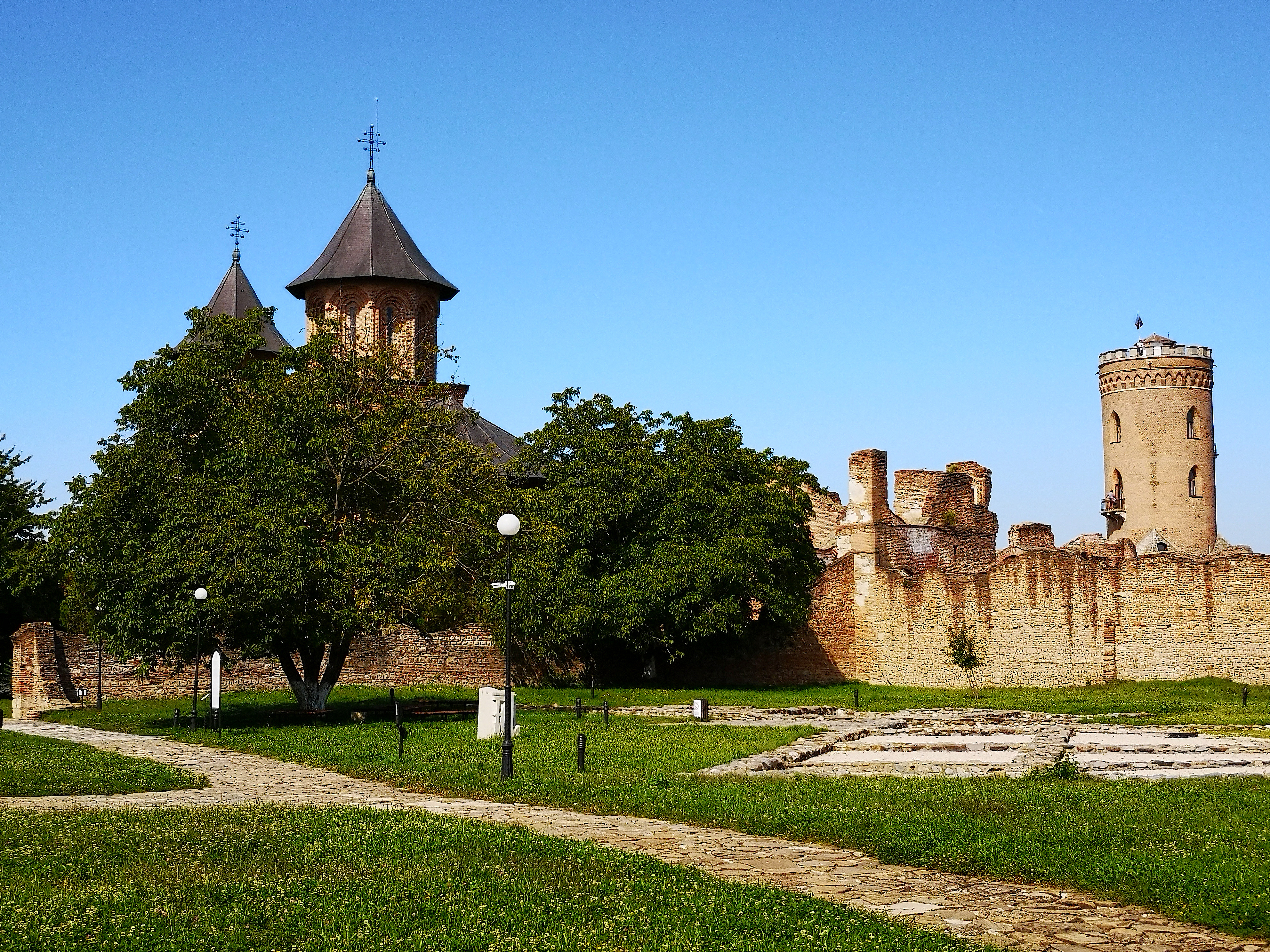
Ruinas de la corte principesca en Târgoviște.

Las circunstancias y la fecha del regreso de Vlad a Valaquia son inciertas. Invadió el principado con el apoyo húngaro en abril, julio o agosto de 1456. Vladislao II murió durante la invasión. Vlad envió su primera carta existente como príncipe de Valaquia a los burgueses de Brașov el 10 de septiembre. Prometió protegerlos en caso de una invasión otomana a Transilvania, pero también buscó su ayuda si estos ocupaban Valaquia. En la misma carta, declaró que «cuando un hombre o un príncipe es fuerte y poderoso puede hacer las paces como quiera; pero cuando es débil, vendrá uno más fuerte y le hará lo que quiera», algo que demostró su personalidad autoritaria.
Múltiples fuentes (incluida la crónica de Laónico Calcocondilas) registraron que cientos o miles de personas fueron ejecutadas bajo sus órdenes a comienzos de su reinado. Comenzó una purga contra los boyardos que habían participado en el asesinato de su padre y su hermano mayor, o de quienes sospechaba que conspiraban en su contra. Calcocondilas declaró que Vlad «rápidamente efectuó un gran cambio y revolucionó por completo los asuntos de Valaquia» al otorgar «dinero, propiedad y otros bienes» de sus víctimas a sus partidarios. Las listas de los miembros del consejo principesco durante su reinado también muestran que solo dos, Voico Dobrița e Iova, pudieron retener sus posiciones entre 1457 y 1461.

#### Conflicto con los sajones
Después de que Juan Hunyadi falleciera el 11 de agosto de 1456, su hijo mayor, Ladislao Hunyadi, se convirtió en el capitán general de Hungría. Ladislao Hunyadi acusó a Vlad de no tener «ninguna intención de permanecer fiel» al rey de Hungría en una carta a los burgueses de Brașov, y también les ordenó que apoyaran al hermano de Vladislao II, Dan, contra el príncipe. Los burgueses de Sibiu apoyaron a otro pretendiente, «un sacerdote valaco que se hacia llamar hijo del príncipe». Este último (identificado como el hermano ilegítimo de Vlad, Vlad Călugărul) tomó posesión de Amlaș, que habitualmente había estado en manos de los gobernantes de Valaquia en Transilvania.

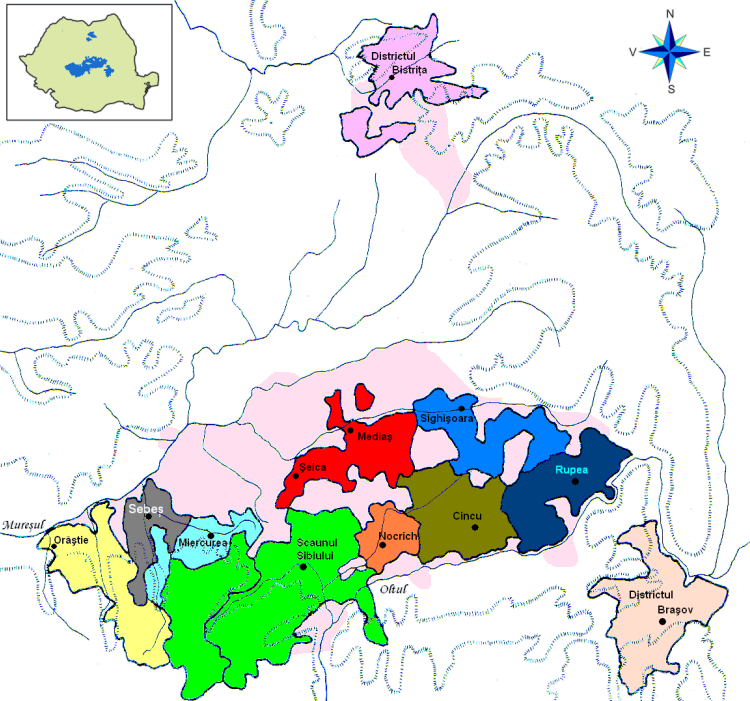
Asentamientos medievales de los sajones de Transilvania.

Ladislao V de Hungría hizo ejecutar a Ladislao Hunyadi el 16 de marzo de 1457. La madre de Hunyadi, Isabel Szilágyi, y su hermano, Miguel Szilágyi, provocaron una rebelión contra el rey. Aprovechando la guerra civil en Hungría, Vlad ayudó a Esteban, hijo de Bogdan II, en su movimiento para apoderarse de Moldavia en junio de 1457. También irrumpió en Transilvania y saqueó las aldeas alrededor de Brașov y Sibiu. Las primeras historias alemanas sobre Vlad relataron que había llevado «hombres, mujeres, niños» de un pueblo sajón a Valaquia y mandó a empalarlos. Como los sajones se mantuvieron leales al rey, este ataque contra ellos fortaleció la posición de los Szilágyis.
Los representantes del príncipe participaron en las negociaciones de paz entre Miguel Szilágyi y los sajones. Según su tratado, los burgueses de Brașov acordaron que expulsarían a Dan de su ciudad. Vlad prometió que los comerciantes de Sibiu podían «comprar y vender» libremente sus bienes en Valaquia a cambio de que sus mercaderes tuvieran el «mismo trato» en Transilvania. El príncipe se refirió a Miguel Szilágyi como «su señor y hermano mayor» en una carta el 1 de diciembre de 1457.
El hermano menor de Ladislao Hunyadi, Matías Corvino, fue elegido rey de Hungría el 24 de enero de 1458. Ordenó a los burgueses de Sibiu que mantuvieran la paz con Valaquia el 3 de marzo. Vlad se proclamó «señor y gobernante de toda Valaquia y los ducados de Amlaș y Făgăraș» el 20 de septiembre de 1459, lo que demostró que había tomado posesión de estos dos feudos transilvanos tradicionales de los gobernantes de Valaquia. Miguel Szilágyi permitió que el boyardo Miguel (un funcionario de Vladislao II de Valaquia) y otros nobles se establecieran en Transilvania a fines de marzo de 1458. En poco tiempo, Vlad ordenó el asesinato del boyardo Miguel.
En mayo, Vlad pidió a los burgueses de Brașov que enviaran artesanos a Valaquia, pero su relación con los sajones se deterioró antes de fin de año. Según una teoría académica, el conflicto surgió después que se prohibiera a los sajones entrar en el principado, lo que los obligó a vender sus productos a los comerciantes valacos en ferias fronterizas obligatorias. Las tendencias proteccionistas del príncipe o las ferias fronterizas no están documentadas. En cambio, en 1476 enfatizó que siempre había promovido el libre comercio durante su reinado.
Los sajones confiscaron el acero que un comerciante valaco había comprado en Brașov sin pagarle el precio. En respuesta, Vlad «saqueó y torturó» a algunos comerciantes sajones, según una carta que Basarab Laiotă (un hijo de Dan II de Valaquia) escribió el 21 de enero de 1459. Basarab se había establecido en Sighișoara y reclamó el trono de Valaquia. Sin embargo, Matías Corvino apoyó a Dan (que estaba nuevamente en Brașov) contra Vlad. Dan declaró que el príncipe había empalado y quemado a mercaderes sajones y a sus hijos en Valaquia.

Sabed que el rey Matías me ha enviado y cuando vine a Țara Bârsei, los funcionarios y consejeros de Brașov y los viejos de Țara Bârsei nos lloraron con el corazón roto por las cosas que hizo Drácula, nuestro enemigo; cómo no permaneció fiel a nuestro Señor, el rey, y se puso del lado de los [otomanos]. ... [Él] capturó a todos los mercaderes de Brașov y Țara Bârsei que habían ido en paz a Valaquia y se llevaron toda su riqueza; pero no solo estaba satisfecho con la riqueza de estas personas, sino que los encarceló y empaló, 41 en total. Estas personas tampoco fueron suficientes; se volvió todavía más malvado y reunió a 300 niños de Brașov y Țara Bârsei que encontró en... Valaquia. De estos empaló a algunos y quemó a otros.
Carta de Basarab Laiotă a los concejales de Brașov y Țara Bârsei.

Dan irrumpió en Valaquia, pero Vlad lo derrotó y ordenó su ejecución antes del 22 de abril de 1460. El príncipe invadió el sur de Transilvania y destruyó los suburbios de Brașov, donde ordenó el empalamiento de todos los hombres y mujeres que habían sido capturados. Durante las negociaciones que siguieron, exigió la expulsión o el castigo de todos los refugiados valacos de Brașov. La paz había sido restaurada antes del 26 de julio de 1460, cuando se dirigió a los burgueses de Brașov como sus «hermanos y amigos». Vlad invadió la región alrededor de Amlaș y Făgăraș el 24 de agosto para castigar a los habitantes locales que habían apoyado a Dan.

#### Guerra con los otomanos

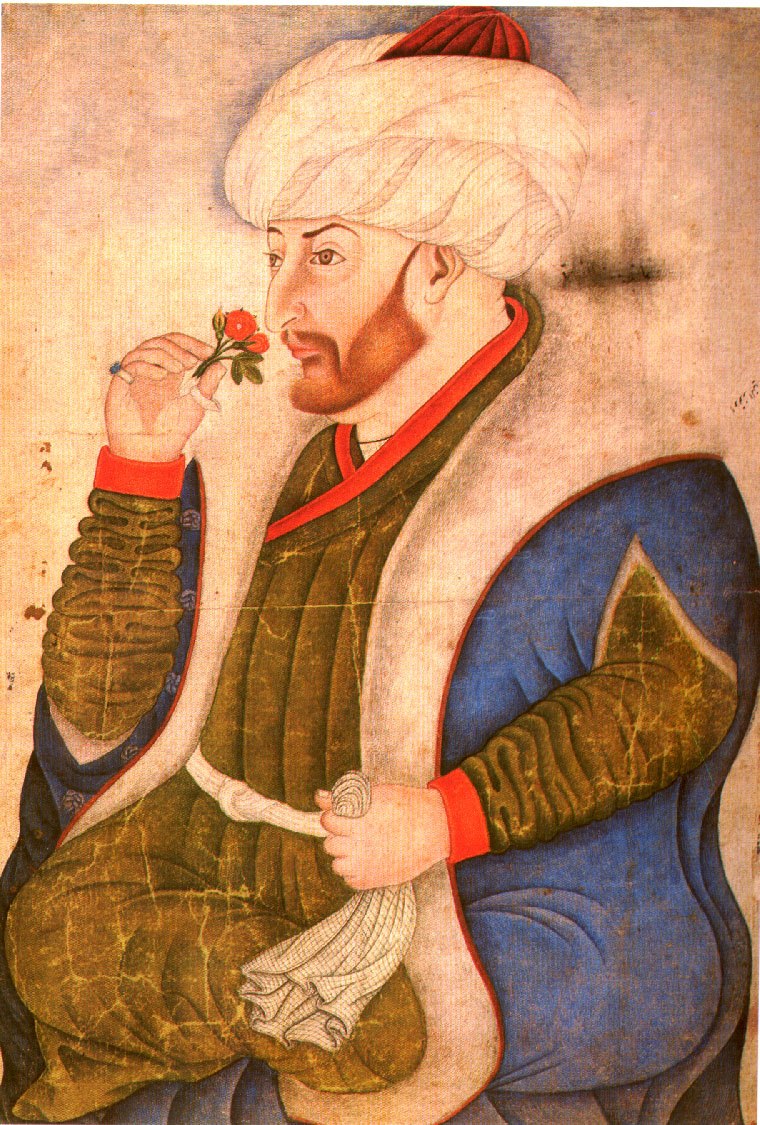
El sultán otomano Mehmed II, quien invadió Valaquia durante el reinado de Vlad.

Constantino de Ostrovica (que sirvió como jenízaro en el ejército del sultán) registró que Vlad se negó a rendir homenaje al sultán en un año no especificado. El historiador renacentista Giovanni Maria Angiolello también escribió que no había pagado tributo durante tres años. Ambos registros sugieren que ignoró la soberanía del sultán otomano, Mehmed II, ya en 1459, pero ambas obras fueron escritas décadas después de los acontecimientos. Tursun Beg (un secretario en la corte otomana) declaró que solamente se volvió contra estos cuando su soberano «estaba lejos en la larga expedición en Trebisonda» en 1461. Según Tursun Beg, comenzó nuevas negociaciones con Matías Corvino, pero sus espías pronto informaron al sultán. Mehmed II mandó a su mensajero, el griego Tomás Catabolino (también conocido como Yunus bey), a Valaquia, y dispuso que Vlad fuera a Constantinopla para rendirle vasallaje. También despachó instrucciones secretas a Hamza Bey, bey de Nicópolis, para capturarlo después de cruzar el Danubio. El príncipe descubrió la «trampa y engaño» del sultán, capturó a Hamza y Catabolino, y los hizo ejecutar.
Después de la ejecución de los oficiales otomanos, Vlad dio órdenes en turco con fluidez al comandante de la fortaleza de Giurgiu para abrir las puertas, lo que permitió a los soldados valacos irrumpir en la fortaleza y capturarla. Invadió el Imperio otomano y devastó las aldeas a lo largo del Danubio. Informó a Matías Corvino sobre la acción militar en una carta el 11 de febrero de 1462. Dijo que más de «23 884 turcos y búlgaros» habían sido asesinados por orden suya durante la campaña. Buscó ayuda militar de Corvino, y declaró que había roto la paz con el sultán «por el honor» del rey y la Corona de san Esteban y «para la preservación del cristianismo y el fortalecimiento de la fe católica». La relación entre Moldavia y Valaquia se había vuelto tensa hacia 1462, según una carta del gobernador genovés de Caffa.
Después de haberse enterado de esta invasión, Mehmed II reunió un ejército de más de ciento cincuenta mil hombres, que se decía que era «el segundo en tamaño solo a la» que conquistó Constantinopla en 1453, de acuerdo con Calcocondilas. El tamaño del ejército sugiere que el sultán quería ocupar Valaquia, según varios historiadores (incluidos Franz Babinger, Radu Florescu y Nicolae Stoicescu). Sin embargo, como Mehmed II había otorgado Valaquia al hermano de Vlad, Radu, antes de la invasión, supone que el propósito principal del sultán era solo cambiar al gobernante.

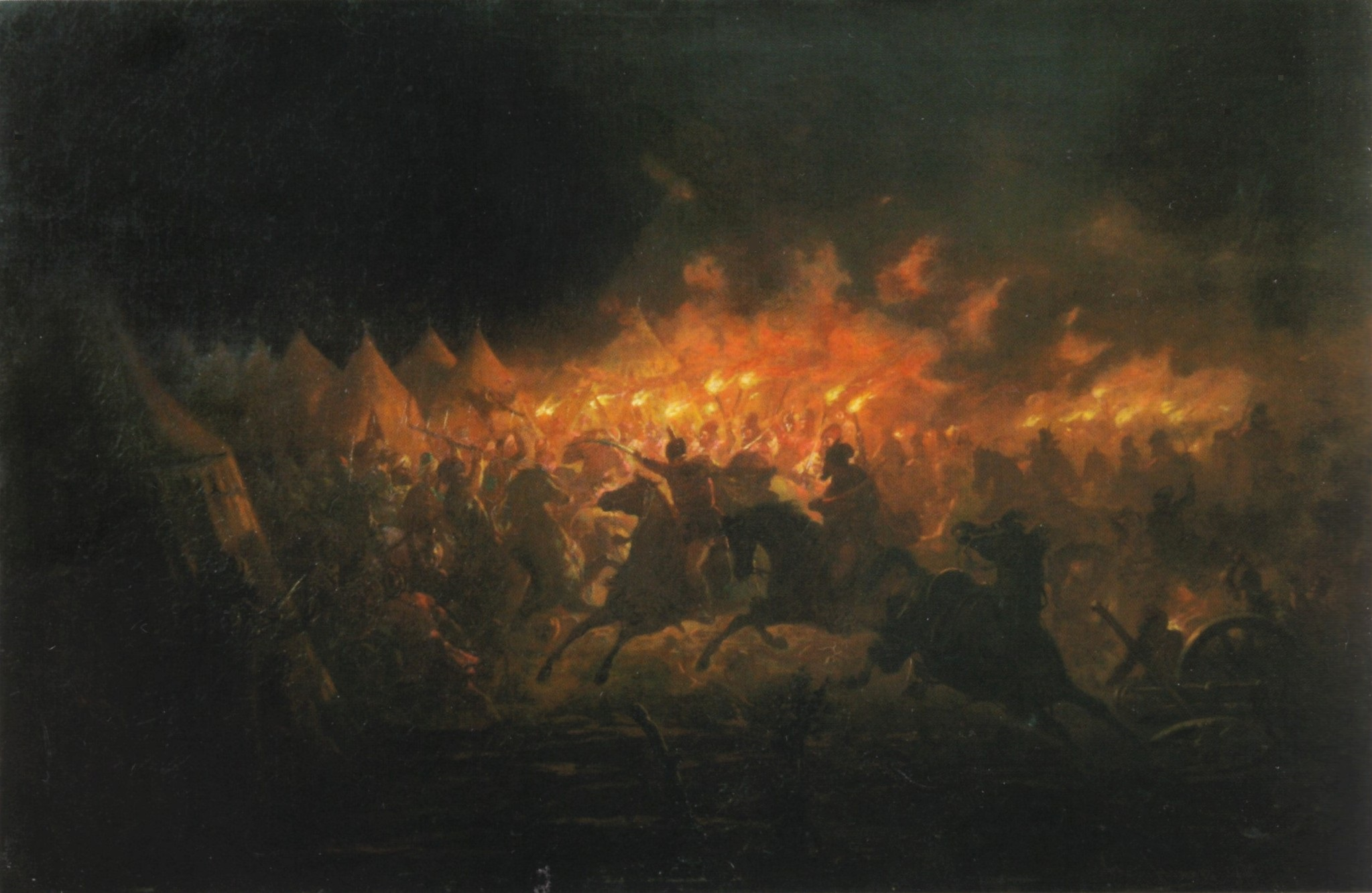
La Batalla de las Antorchas, una pintura de Theodor Aman sobre el Ataque nocturno en Târgovişte.

En mayo la flota otomana desembarcó en Braila, el único puerto de Valaquia en el Danubio. El principal ejército otomano cruzó el Danubio bajo el mando del sultán en Nicópolis el 4 de junio de 1462. Superado en número por el enemigo, Vlad adoptó una política de tierra quemada y se retiró hacia Târgoviște. Durante la noche del 16 al 17 de junio, Vlad irrumpió en el campamento otomano en un intento de capturar o matar al sultán. El eventual encarcelamiento o muerte del sultán habría causado pánico entre los otomanos, lo que podría haber permitido a Vlad derrotar a su ejército. Sin embargo, los valacos «no dieron con la tienda del sultán» y atacaron la de los visires Mahmud Bajá e Isaac. Habiendo fracasado en atacar el campamento, el príncipe y sus hombres abandonaron el lugar al amanecer. Mehmed II entró en Târgoviște a finales de junio. La ciudad había quedado desierta, pero los otomanos se horrorizaron al descubrir un «bosque de empalados» —miles de estacas con los cadáveres de las personas ejecutadas—, según Calcocondilas.

El ejército del sultán entró en el área de los empalamientos, que tenía diecisiete estadios de largo y siete estadios de ancho. Había grandes estacas allí en las que, como se decía, unos veinte mil hombres, mujeres y niños habían sido ensartados, todo un espectáculo para los turcos y el mismo sultán. El sultán fue sorprendido por el asombro y dijo que no era posible privar a su país de un hombre que había hecho grandes obras, que tenía una comprensión tan diabólica de cómo gobernar su reino y su pueblo. Y dijo que un hombre que había hecho tales cosas valía mucho. El resto de los turcos se quedaron atónitos cuando vieron a la multitud de hombres en la estacas. Había bebés también pegados a sus madres en las estacas, y los pájaros habían hecho sus nidos en sus entrañas.
Laónico Calcocondilas: Historia de los turcos.

Tursun Beg registró que los otomanos sufrieron el calor y la sed del verano durante la campaña. El sultán decidió retirarse de Valaquia y marchó hacia Brăila. Esteban III de Moldavia se apresuró a Chilia (ahora Kiliya en Ucrania) para apoderarse de la importante fortaleza donde se había colocado una guarnición húngara. Vlad también partió hacia Chilia, pero dejó una tropa de seis mil soldados para tratar de obstaculizar la marcha del ejército del sultán, pero los otomanos derrotaron a los valacos. Esteban III fue herido durante el asedio de Chilia y regresó a Moldavia antes de que Vlad llegara a la fortaleza.
El principal ejército otomano abandonó Valaquia, pero el hermano de Vlad, Radu, y sus tropas se quedaron en la llanura de Bărăgan. Radu envió mensajeros a los valacos y les recordó que el sultán podría invadir nuevamente su país. Aunque el príncipe derrotó a su hermano y sus aliados en dos batallas durante los siguientes meses, cada vez más valacos abandonaron a este último. Vlad se retiró a las montañas de los Cárpatos, con la esperanza de que Matías Corvino lo ayudara a recuperar su trono. Sin embargo, Alberto de Istenmező, el diputado del conde de los sículos, había recomendado a mediados de agosto que los sajones reconocieran a Radu. El pretendiente también hizo una oferta a los burgueses de Brașov para confirmar sus privilegios comerciales y pagarles una compensación de quince mil ducados.

### Encarcelamiento en Hungría

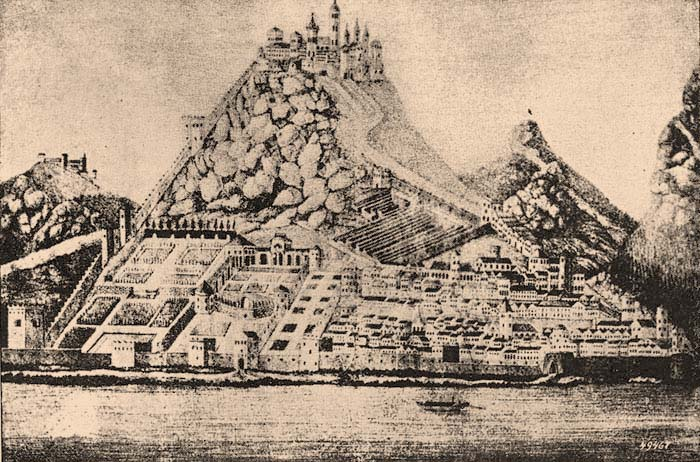
Palacio renacentista de Matías Corvino en Visegrád (grabado de los años 1480).

Matías Corvino llegó a Transilvania en noviembre de 1462. Las negociaciones entre Corvino y Vlad duraron semanas, pero el rey no quería librar una guerra contra el Imperio otomano. Por orden del rey, su comandante mercenario checo, Juan Jiskra de Brandýs, capturó a Vlad cerca de Rucăr en Valaquia.
Para proporcionar una explicación sobre su captura al papa Pío II y a los venecianos (que habían enviado dinero para financiar una campaña contra el Imperio otomano), Corvino presentó tres cartas, supuestamente escritas por el príncipe el 7 de noviembre de 1462, a Mehmed II, el gran vizir Mahmud Bajá, y Esteban III de Moldavia. Según las cartas, ofreció unir sus fuerzas con el ejército del sultán contra Hungría si este lo restauraba en su trono. La mayoría de los historiadores están de acuerdo en que los documentos fueron falsificados para justificar sus aprensión. El historiador de la corte húngara, Antonio Bonfini, admitió que nunca se aclaró el motivo su arresto. Florescu escribe: «[El] estilo de escritura, la retórica de la sumisión mansa —difícilmente compatible con lo que sabemos del personaje de Drácula—, la redacción torpe y el pobre latín» son todas pruebas de que las cartas no podían haber sido escritas por orden de Vlad. También asocia al autor de la falsificación con un sacerdote sajón de Brașov.
Vlad fue encarcelado por primera vez «en la ciudad de Belgrado» (ahora Alba Iulia en Rumania), según Calcocondilas. En poco tiempo, fue llevado a Visegrád, donde estuvo recluido durante catorce años. No se han conservado documentos referentes sobre su vida entre 1462 y 1475. En el verano boreal de 1475, Esteban III de Moldavia mandó embajadores a la corte de Matías Corvino y solicitó que enviara a Vlad a Valaquia contra Basarab Laiotă, que se había sometido a los otomanos. Esteban III quería asegurar el principado para un gobernante que había sido enemigo del Imperio otomano, porque «los valacos [eran] como los turcos» para los moldavos, según su carta. Según las historias eslavas sobre Vlad, solo fue liberado después de convertirse al catolicismo.

### Tercer reinado y muerte
Matías Corvino reconoció a Vlad como príncipe legítimo de Valaquia, pero no le proporcionó asistencia militar para recuperar su principado. Vlad se instaló en una casa en Pest. Cuando un grupo de soldados irrumpió en la casa mientras perseguía a un ladrón que había tratado de esconderse allí, hizo ejecutar a su comandante porque no le habían pedido permiso antes de entrar a su casa, según las historias eslavas sobre su vida. Después se mudó a Transilvania en junio de 1475; quiso establecerse en Sibiu y envió un emisario a la ciudad a principios de junio para conseguir una casa. Mehmed II reconoció a Basarab Laiotă cel_Bătrân como príncipe de Valaquia. Corvino ordenó a los burgueses de Sibiu que le dieran 200 florines de oro de los ingresos reales el 21 de septiembre, pero dejó Transilvania para dirigirse a Buda en octubre.
Vlad compró una casa en Pécs que se conoció como Drakula háza («la casa de Drácula» en húngaro). En enero de 1476, Juan Pongrác de Dengeleg, vaivoda de Transilvania, instó a la gente de Brașov a enviar a Vlad a todos sus partidarios que se habían establecido en la ciudad, porque Corvino y Basarab Laiotă habían concluido un tratado. La relación entre los sajones de Transilvania y Basarab permaneció tensa, y los sajones dieron refugio a sus opositores durante los siguientes meses. Corvino envió a Vlad y al serbio Vuk Grgurević para luchar contra los otomanos en Bosnia a principios de 1476. Capturaron Srebrenica y otras fortalezas en febrero y marzo de 1476.

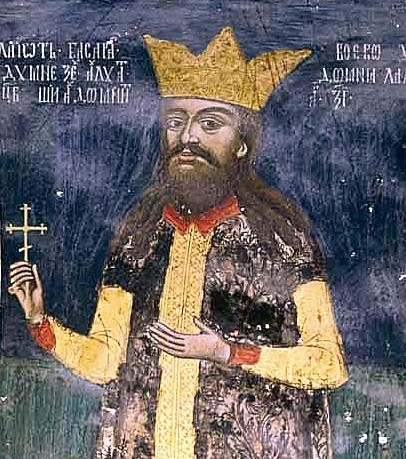
Basarab Laiotă, quien aseguró su trono contra Vlad con el apoyo otomano.

Mehmed II invadió Moldavia y derrotó a Esteban III en la batalla de Valea Albă el 26 de julio de 1476. El noble húngaro Esteban Báthory y Vlad entraron en Moldavia y obligaron al sultán a levantar el asedio de la fortaleza en Târgu Neamț a fines de agosto, según una carta de Matías Corvino. El contemporáneo Jakob Unrest agregó que Vuk Grgurević y un miembro de la noble familia Jakšić también participaron de los enfrentamientos en Moldavia.
Matías Corvino ordenó a los sajones de Transilvania apoyar la invasión planificada de Báthory de Valaquia el 6 de septiembre de 1476, y también les informó que Esteban III también invadiría Valaquia. Vlad permaneció en Brașov y confirmó los privilegios comerciales de los burgueses locales en Valaquia el 7 de octubre de 1476. Las fuerzas de Báthory capturaron Târgoviște el 8 de noviembre. Esteban III y Vlad confirmaron ceremoniosamente su alianza, y ocuparon Bucarest, lo que forzó a Basarab Laiotă a buscar refugio en el Imperio otomano el 16 de noviembre. Vlad informó a los comerciantes de Brașov acerca de su victoria y solicitó que vinieran a Valaquia. Fue coronado antes del 26 de noviembre.
Basarab Laiotă regresó a Valaquia con el apoyo otomano, y el príncipe murió combatiéndolos a fines de diciembre de 1476 o principios de enero de 1477. En una carta escrita el 10 de enero de 1477, Esteban III de Moldavia relató que la guardia moldava del príncipe también había sido masacrada. Según Leonardo Botta, embajador milanés en Buda, los otomanos cortaron su cadáver en pedazos. Bonfini escribió que su cabeza fue enviada a Mehmed II.
Se desconoce el lugar de su entierro. Según la tradición popular (que se registró por primera vez a finales del siglo XIX), Vlad fue enterrado en el Monasterio de Snagov. Sin embargo, las excavaciones realizadas por Dinu V. Rosetti en 1933 no encontraron una tumba debajo de la supuesta «lápida sin marcar» en la iglesia del monasterio. Rosetti informó: «Debajo de la supuesta lápida no había una tumba. Solo muchos huesos y fauces de caballos». El historiador Constantin Rezachevici dijo que probablemente fue enterrado en la primera iglesia del Monasterio de Comana, que fue establecida por el príncipe y estaba cerca del campo de batalla donde fue asesinado.

## Familia
| \| \| \| \| \| \| \| \| \| \| \| \| \| \| \| \| \| \| \| \| 16. Nicolás Alejandro de Valaquia \| \| \| \| \| \| \| \| \| \| \| \| \| \| \| \| \| \| \| \| \| \| \| \| \| \| \| \| \| \| \| \| \| \| \| \| \| \| \| \| \| \| \| \| \| \| \| \| \| \| \| \| \| \| 8. Radu I de Valaquia \| \| \| \| \| \| \| \| \| \| \| \| \| \| \| \| \| \| \| \| \| \| \| \| \| \| \| \| \| \| \| \| \| \| \| \| \| \| \| \| \| \| \| \| \| \| \| \| \| \| \| \| \| \| 17. Clara Dobokai \| \| \| \| \| \| \| \| \| \| \| \| \| \| \| \| \| \| \| \| \| \| \| \| \| \| \| \| \| \| \| \| \| \| \| \| \| \| \| \| \| \| \| \| \| \| \| \| \| \| \| \| \| \| 4. Mircea I de Valaquia \| \| \| \| \| \| \| \| \| \| \| \| \| \| \| \| \| \| \| \| \| \| \| \| \| \| \| \| \| \| \| \| \| \| \| \| \| \| \| \| \| \| \| \| \| \| \| \| \| \| \| \| \| \| 9. Calinica \| \| \| \| \| \| \| \| \| \| \| \| \| \| \| \| \| \| \| \| \| \| \| \| \| \| \| \| \| \| \| \| \| \| \| \| \| \| \| \| \| \| \| \| \| \| \| \| \| \| \| \| \| \| 2. Vlad II Dracul \| \| \| \| \| \| \| \| \| \| \| \| \| \| \| \| \| \| \| \| \| \| \| \| \| \| \| \| \| \| \| \| \| \| \| \| \| \| \| \| \| \| \| \| \| \| \| \| \| \| \| \| \| \| 1. Vlad III el Empalador \| \| \| \| \| \| \| \| \| \| \| \| \| \| \| \| \| \| \| \| \| \| \| \| \| \| \| \| \| \| \| \| \| \| \| \| \| \| \| \| \| \| \| \| \| \| \| \| \| \| \| \| \| \| 6. ¿Alejandro I de Moldavia? \| \| \| \| \| \| \| \| \| \| \| \| \| \| \| \| \| \| \| \| \| \| \| \| \| \| \| \| \| \| \| \| \| \| \| \| \| \| \| \| \| \| \| \| \| \| \| \| \| \| \| \| \| \| 3. ¿Eupraxia de Moldavia? \| \| \| \| \| \| \| \| \| \| \| \| \| \| \| \| \| \| \| \| \| \| \| \| \| \| \| \| \| \| \| \| \| \| \| \| \| \| \| \| \| \| \| \| \| \| \| \| \| \| \| \| |                                   |  |  |  |  |  |  |  |  |  |  |  |  |  |  |  |
| |                                   |  |  |  |  |  |  |  |  |  |  |  |  |  |  |  |
| | 16. Nicolás Alejandro de Valaquia |  |  |  |  |  |  |  |  |  |  |  |  |  |  |  |
| |                                   |  |  |  |  |  |  |  |  |  |  |  |  |  |  |  |
| |                                   |  |  |  |  |  |  |  |  |  |  |  |  |  |  |  |
| | 8. Radu I de Valaquia             |  |  |  |  |  |  |  |  |  |  |  |  |  |  |  |
| |                                   |  |  |  |  |  |  |  |  |  |  |  |  |  |  |  |
| |                                   |  |  |  |  |  |  |  |  |  |  |  |  |  |  |  |
| | 17. Clara Dobokai                 |  |  |  |  |  |  |  |  |  |  |  |  |  |  |  |
| |                                   |  |  |  |  |  |  |  |  |  |  |  |  |  |  |  |
| |                                   |  |  |  |  |  |  |  |  |  |  |  |  |  |  |  |
| | 4. Mircea I de Valaquia           |  |  |  |  |  |  |  |  |  |  |  |  |  |  |  |
| |                                   |  |  |  |  |  |  |  |  |  |  |  |  |  |  |  |
| |                                   |  |  |  |  |  |  |  |  |  |  |  |  |  |  |  |
| | 9. Calinica                       |  |  |  |  |  |  |  |  |  |  |  |  |  |  |  |
| |                                   |  |  |  |  |  |  |  |  |  |  |  |  |  |  |  |
| |                                   |  |  |  |  |  |  |  |  |  |  |  |  |  |  |  |
| | 2. Vlad II Dracul                 |  |  |  |  |  |  |  |  |  |  |  |  |  |  |  |
| |                                   |  |  |  |  |  |  |  |  |  |  |  |  |  |  |  |
| |                                   |  |  |  |  |  |  |  |  |  |  |  |  |  |  |  |
| | 1. Vlad III el Empalador          |  |  |  |  |  |  |  |  |  |  |  |  |  |  |  |
| |                                   |  |  |  |  |  |  |  |  |  |  |  |  |  |  |  |
| |                                   |  |  |  |  |  |  |  |  |  |  |  |  |  |  |  |
| | 6. ¿Alejandro I de Moldavia?      |  |  |  |  |  |  |  |  |  |  |  |  |  |  |  |
| |                                   |  |  |  |  |  |  |  |  |  |  |  |  |  |  |  |
| |                                   |  |  |  |  |  |  |  |  |  |  |  |  |  |  |  |
| | 3. ¿Eupraxia de Moldavia?         |  |  |  |  |  |  |  |  |  |  |  |  |  |  |  |
| |                                   |  |  |  |  |  |  |  |  |  |  |  |  |  |  |  |
| |                                   |  |  |  |  |  |  |  |  |  |  |  |  |  |  |  |

Vlad tenía dos esposas, según los especialistas modernos. La primera pudo haber sido una hija ilegítima de Juan Hunyadi, según el historiador Alexandru Simon. Por su parte, la segunda fue Justina Szilágyi, prima de Matías Corvino. Justina era la viuda de Venceslao Pongrác de Szentmiklós cuando «Wladislaus Dragwlya» se casó con ella, probablemente en 1475. Sobrevivió a su esposo, y luego se casaría con Pablo Suki, y después con Juan Erdélyi.
Su hijo mayor, Mihnea, nació en 1462. El segundo hijo no identificado fue asesinado antes de 1486. Su tercer hijo, Vlad Drakwlya, reclamó sin éxito Valaquia alrededor de 1495. Este último fue el antepasado de la noble familia Drakwla.

## Legado

### Reputación de su crueldad

#### Primeros registros

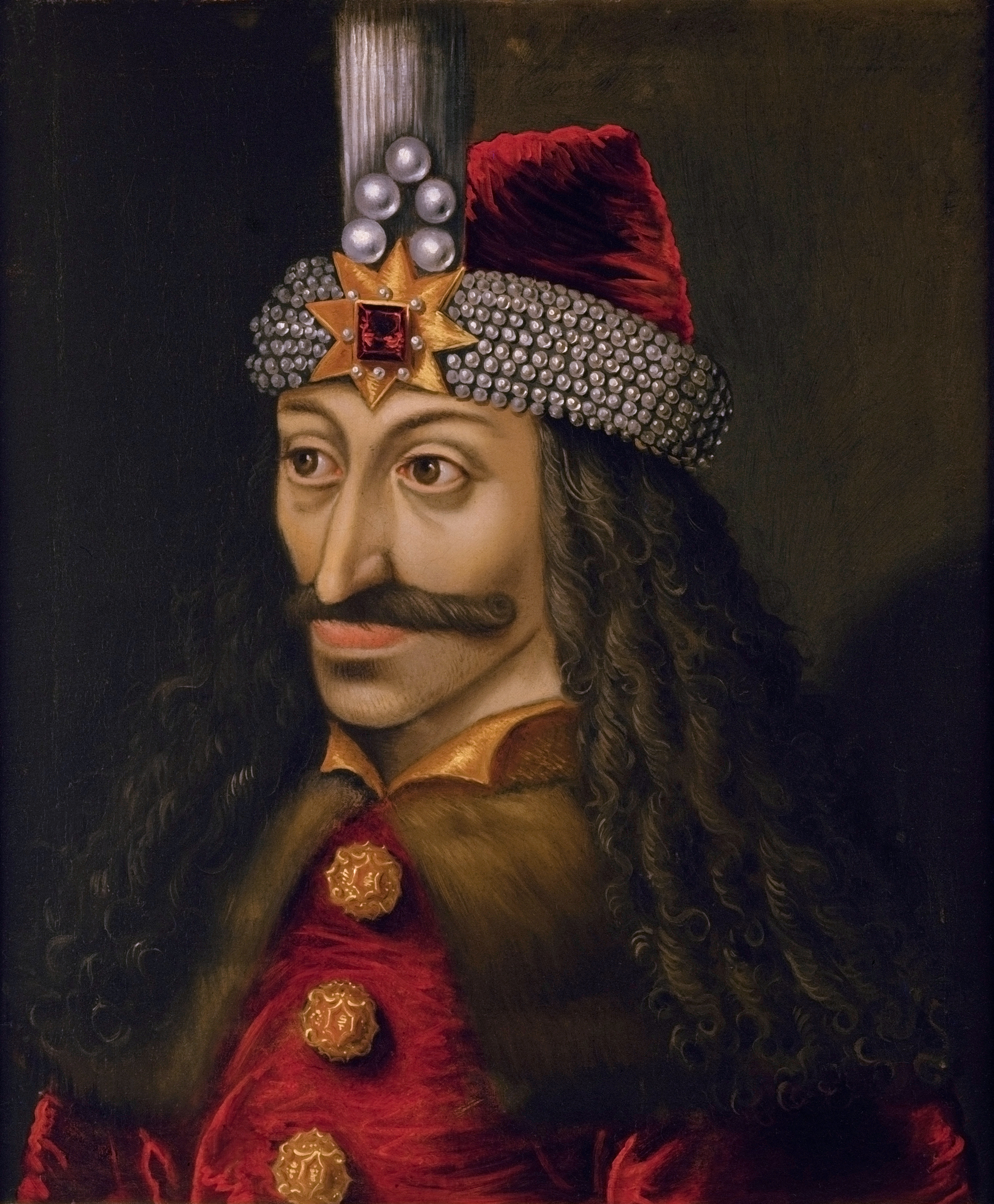
Retrato de Vlad III en la Cámara de Arte y Curiosidades del Palacio de Ambras (pintura al óleo, c. 1560). Copia de un original hecho en vida del príncipe.

Las historias sobre los actos brutales de Vlad comenzaron a circular durante su vida. Después de su arresto, los cortesanos de Matías Corvino promovieron su propagación. El legado papal, Nicolás de Modruš, ya había escrito sobre tales historias al papa Pío II en 1462. Dos años más tarde, el papa las incluyó en sus Comentarios.
El maestro cantor Miguel Beheim escribió un extenso poema sobre los hechos de Vlad, supuestamente basado en su conversación con un monje católico que había logrado escapar de la prisión de Vlad. El poema, llamado Von ainem wüthrich der hiess Trakle waida von der Walachei (Historia de un loco sanguinario llamado Drácula de Valaquia), fue interpretado en la corte de Federico III de Habsburgo en Wiener Neustadt durante el invierno de 1463. Según una de las historias de Beheim, Vlad hizo empalar a dos monjes para ayudarlos a ir al cielo y también ordenó el empalamiento de su burro porque comenzó a rebuznar después de la muerte de sus amos. Beheim también acusó a Vlad de duplicidad, ya que afirmó que este había prometido su apoyo tanto a Matías Corvino como a Mehmed II, pero que no cumplió la promesa.
En 1475, Gabriele Rangoni, obispo de Eger (y un antiguo legado papal), entendió que Vlad había sido encarcelado por su crueldad. Rangoni también registró el rumor de que mientras estaba en prisión Vlad atrapó ratas para cortarlas en pedazos o pegarlas en pequeños pedazos de madera, porque no pudo «olvidar su maldad». Antonio Bonfini también registró anécdotas sobre Vlad en su Historia Pannonica alrededor de 1495. Bonfini quería justificar tanto la eliminación como la restauración de Vlad por Matías. Describió a Vlad como «un hombre de crueldad y justicia inauditas». Las historias de Bonfini sobre Vlad se repitieron en la Cosmografía de Sebastian Münster. Münster también registró la «reputación de justicia tiránica» de Vlad.

... los mensajeros turcos vinieron a [Vlad] para presentar sus respetos, pero se negaron a quitarse los turbantes, de acuerdo con su antigua costumbre, con lo cual fortaleció su costumbre clavándoles tres turbantes en la cabeza para que no pudieran quitárselos.
Antonio Bonfini: Historia Pannonica.

#### Relatos alemanes

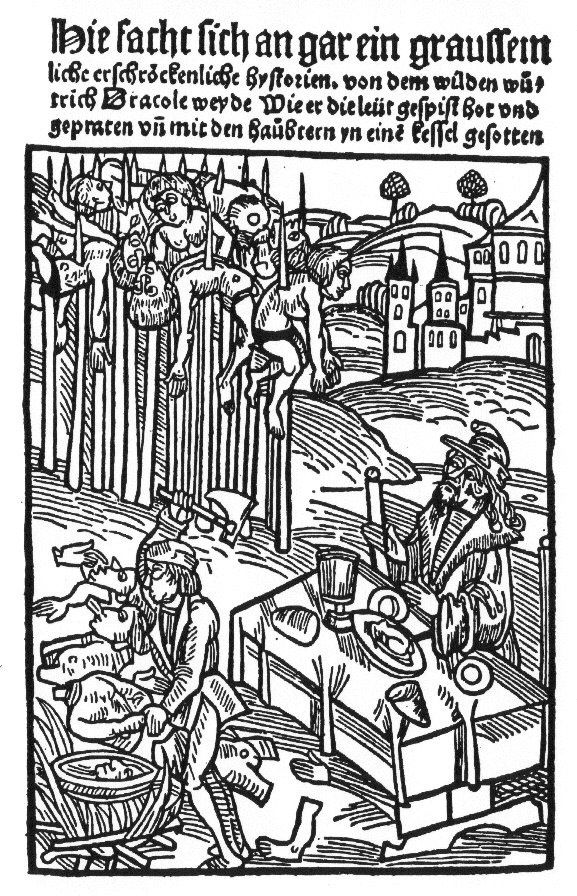
Xilografía alemana de 1499 que muestra a Drácula cenando entre los cadáveres empalados de sus víctimas.

Las obras que contienen las historias sobre su crueldad fueron publicadas en bajo alemán en el Sacro Imperio Romano Germánico antes de 1480. Estas fueron supuestamente escritas a principios de la década de 1460, porque describen la campaña de Vlad en el Danubio a principios de 1462, pero no se refiera a la invasión de Valaquia por parte de Mehmed II en junio del mismo año. Proporcionan una narración detallada de los conflictos entre Vlad y los sajones de Transilvania, que demostró que se originaron «en las mentes literarias de los sajones».
Las historias sobre sus incursiones de saqueo en Transilvania se basaron claramente en un relato de testigos oculares, porque contienen detalles precisos; incluidas las listas de las iglesias destruidas por Vlad y las fechas de las incursiones. Lo describen como un «psicópata demente, un sádico, un asesino horrible, un masoquista», peor que Calígula y Nerón. Sin embargo, las historias que enfatizan su crueldad deben tratarse con precaución porque sus actos brutales probablemente fueron exagerados (o incluso inventados) por los sajones.
La invención de la imprenta contribuyó a la popularidad de las historias sobre Vlad, que devino en una de las primeras «superventas» en Europa. Para mejorar las ventas, se publicaron en libros con xilografía en sus páginas de título que representaban escenas horribles. Por ejemplo, las ediciones publicadas en Núremberg en 1499 y en Estrasburgo en 1500 lo representan cenando en una mesa rodeada de personas muertas o moribundas en las estacas.

... [Vlad] construyó un gran caldero de cobre y colocó una tapa de madera con agujeros en la parte superior. Puso a la gente en el caldero y metió la cabeza en los agujeros y los ató allí; luego lo llenó con agua y prendió fuego debajo de él y dejó que la gente llorara hasta que se hirviera hasta morir. Y luego inventó las torturas espantosas, terribles e inauditas. Ordenó que las mujeres fueran empaladas junto con sus bebés lactantes en la misma estaca. Los bebés lucharon por sus vidas en los senos de su madre hasta que murieron. Luego les cortaron los senos a las mujeres y pusieron a los bebés dentro de cabeza; así los hizo empalar juntos.
About a mischievous tyrant called Dracula vodă (núm. 12-13).

Estas historias pueden haber influido en Martín Lutero el concepto del Beerwolf, un gobernante que es peor que un tirano y a quien la gente debe oponersele. En 1550, los líderes de la ciudad alemana de Magdeburgo incluyeron una cláusula de Martín Lutero como parte de un complicado argumento legal que discutía cuándo un gobernante malvado debería ser resistido bajo la doctrina del magistrado menor.

#### Historias eslavas
Hay más de veinte manuscritos (escritos entre los siglos siglo XV y siglo XVIII) que conservaron el texto del Skazanie o Drakulea voievode (El cuento sobre el Vaivoda Drácula). Los manuscritos fueron escritos en ruso, pero copiaron un texto que originalmente había sido grabado en un idioma eslavo meridional, porque contienen expresiones extrañas al idioma ruso, pero utilizadas en modismos eslavos del sur (como diavol para «mal»). El texto original fue escrito en Buda entre 1482 y 1486.
Las diecinueve anécdotas en el Skazanie son más largas que las historias alemanas sobre Vlad. Son una mezcla de realidad y ficción, según el historiador Raymond T. McNally. Casi la mitad de las anécdotas enfatizan, como las historias alemanas, la brutalidad de Vlad, pero también subrayan que su crueldad le permitió fortalecer el gobierno central en Valaquia. Por ejemplo, el Skazanie escribe sobre una copa de oro que nadie se atrevió a robar en una fuente porque Vlad «odiaba robar tan violentamente... que cualquiera que causó maldad o robo... no vivió mucho», promoviendo así el orden público, y la historia alemana sobre la campaña de Vlad contra el territorio otomano subrayó sus crueles actos mientras que el Skazanie enfatizó su exitosa diplomacia. Por otro lado, el Skazanie criticó duramente a Vlad por su conversión al catolicismo y atribuyó su muerte a esta apostasía. Algunos elementos de las anécdotas se agregaron más tarde a las historias rusas sobre Iván el Terrible de Rusia.

#### Afirmación según estándares modernos
Los asesinatos en masa que Vlad llevó a cabo de manera indiscriminada y brutal probablemente equivaldrían a actos de genocidio y crímenes de guerra según los estándares actuales. El ministro de defensa rumano, Ioan Mircea Pașcu, afirmó que Vlad habría sido condenado por crímenes contra la humanidad si hubiera sido juzgado en Núremberg.

### Héroe nacional

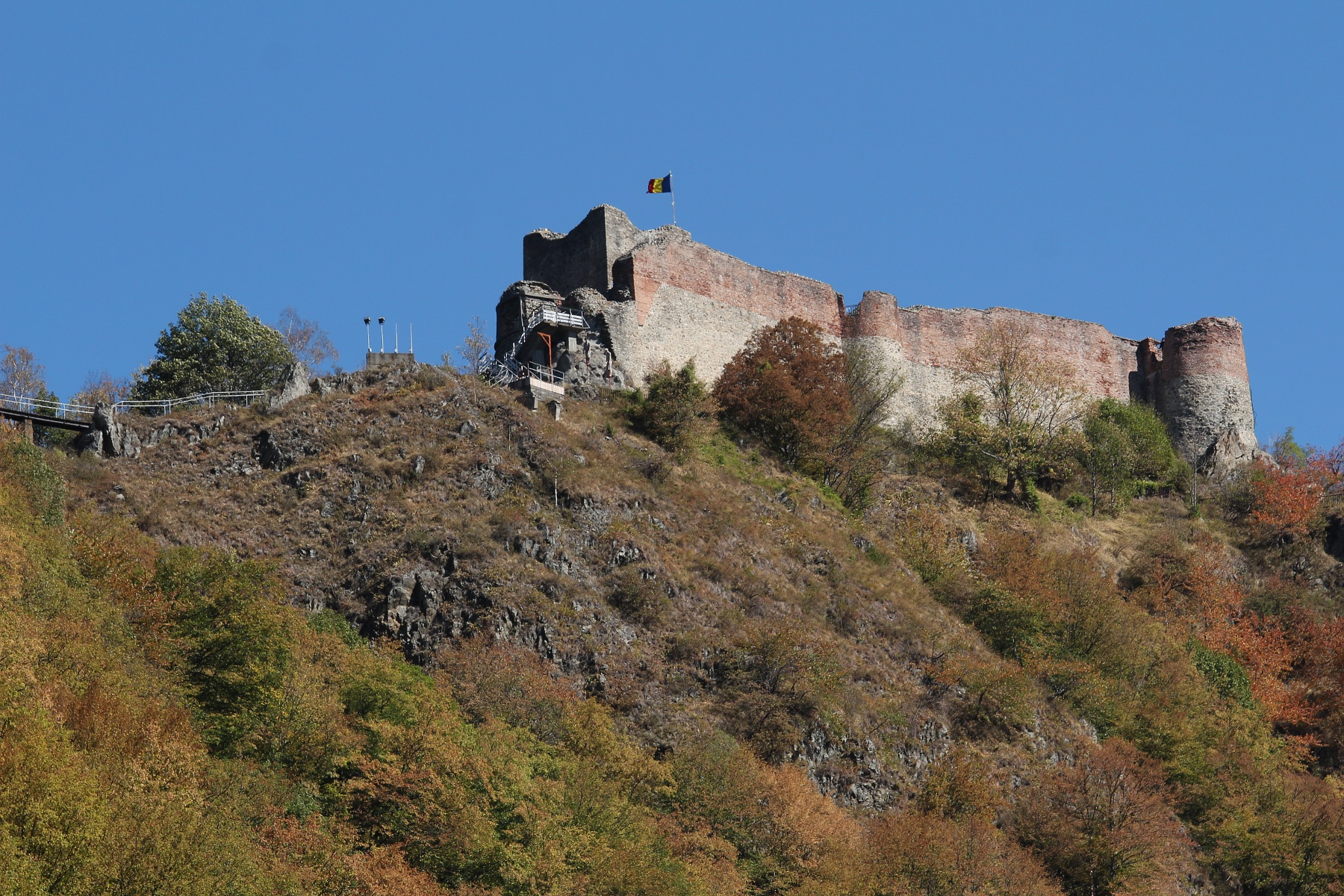
Ruinas del castillo Poenari.

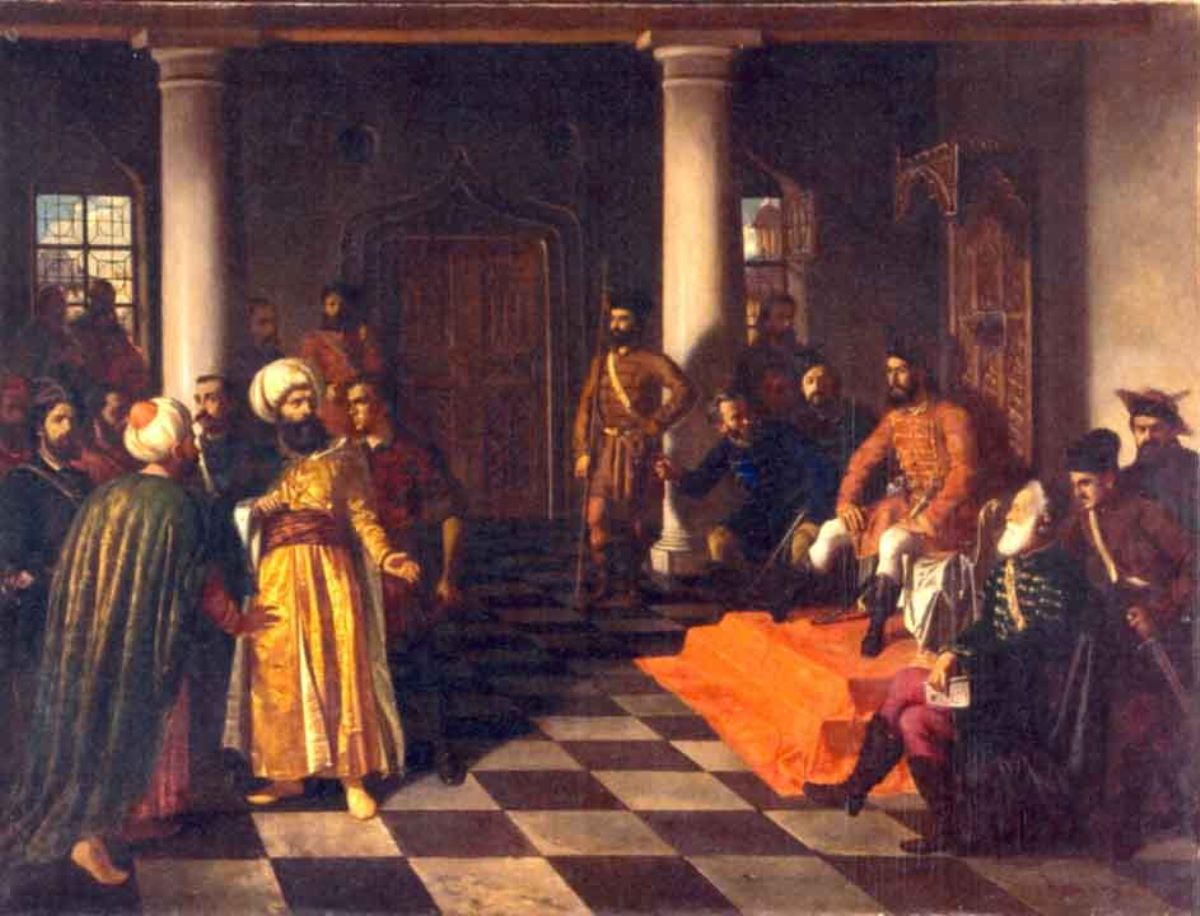
Vlad Tepes y los emisarios turcos, pintura de Theodor Aman.

A pesar de las crónicas alemanas, eslavas y otomanas sobre Vlad el Empalador, las fuentes históricas rumanas anteriores al siglo XIX apenas lo mencionan. La escasez de fuentes documentales eran compensadas por una rica tradición folclórica que lo retrataba como un líder justo y fuerte que restableció el orden en su país y defendió su independencia del Imperio otomano.
La crónica de Cantacuzino es la primera obra histórica rumana en mencionarlo, ya que narra el empalamiento de los viejos boyardos de Târgoviște por el asesinato de su hermano Dan. La crónica agrega que obligó a los jóvenes boyardos, sus esposas e hijos a construir el castillo Poenari. La leyenda del castillo fue mencionado también en 1747 por el metropolitano Neófito I de Ungro-Valaquia, quien añadió a esta historia la del maestro constructor Meșterul Manole, que se dice que emparedó a su prometida para evitar el derrumbe de los muros del castillo durante el proyecto de edificación. A principios del siglo XX, el folclorista rumano Constantin Rădulescu-Codin publicó una leyenda local sobre una carta de concesión de Vlad «escrita en piel de conejo» para los aldeanos que lo habían ayudado a escapar de Poenari a Transilvania durante la invasión otomana de Valaquia. En otros pueblos de la región, la donación se atribuye al legendario Radu Negru.
Rădulescu-Codin publicó otras leyendas locales, algunas de las cuales también son conocidas en las historias alemanas y eslavas, lo que sugiere que estas últimas historias conservaron la tradición oral. Por ejemplo, las historias sobre el ajusticiamiento de los perezosos, pobres y cojos por orden de Vlad y la ejecución de la mujer que había confeccionado una camisa demasiado corta para su marido también se pueden encontrar entre las anécdotas alemanas y eslavas. Los campesinos que contaban las historias sabían que su sobrenombre estaba relacionado con los frecuentes empalamientos durante su reinado, pero además mencionaron que solamente esos actos «considerados crueles» podían garantizar el orden público en Valaquia.
Desde el siglo XIX ha sido considerado por poetas y pintores rumanos como un gobernante cuya tiranía se justificaba por la crueldad de los tiempos y de la lucha contra los turcos y los nobles boyardos. Ion Budai-Deleanu escribió un poema épico basado en su figura: Țiganiada (publicado póstumamente en 1875, casi un siglo después de su composición). En el mismo Vlad aparece como un héroe que combate a los boyardos, los otomanos y los strigoi (vampiros) al frente de un ejército de ángeles y gitanos. A mediados del siglo XIX, el poeta Dimitrie Bolintineanu glorificó su triunfos en su obra «Combates de los Rumanos», las acciones salvajes de Vlad el Empalador eran consideradas como necesarias para prevenir el despotismo de la nobleza local. El gran poeta rumano, Mihai Eminescu, en su balada «La Tercera Epístola» se refiere a los valerosos príncipes valacos entre los cuales incluye a este gobernante. El poeta en su obra insta a Vlad a regresar de la tumba y aniquilar a los enemigos de la nación rumana:

¡Por qué no vienes, Empalador, mi señor, para coger estos vagabundos,
Y dividirlos en dos montones: de locos y de ladrones,
En dos grandes jaulas meterlos con la fuerza,
Prender fuego a la cárcel y al manicomio!
Mihai Eminescu: La Tercera Epístola.

A principios de la década de 1860, el pintor Theodor Aman describió en una de sus obras la reunión de Vlad y los emisarios otomanos, donde mostró el miedo de estos ante el gobernante valaco. Desde mediados del siglo XIX, los historiadores rumanos lo han visto como uno de los más grandes gobernantes rumanos y hacen hincapié en su lucha por la independencia de las tierras rumanas. Incluso los actos de crueldad que cometió a menudo se representaban como métodos racionales al servicio del interés nacional. Alexandru Dimitrie Xenopol fue uno de los primeros historiadores en afirmar que el príncipe solo podía detener las luchas internas de los partidos boyardos a través de sus actos de terror. Constantin C. Giurescu comentó: «Las torturas y ejecuciones que ordenó [Vlad] no eran por puro capricho, sino que siempre tenían un motivo, y muy a menudo una razón de Estado». Sin embargo, Ioan Bogdan fue uno de los pocos historiadores rumanos que no aceptó esta imagen heroica. En su obra publicada en 1896, Vlad Ţepeş şi naraţiunile germane şi ruseşti asupra lui, concluyó que los rumanos debían avergonzarse en lugar de presentarlo como «un modelo de coraje y patriotismo». Según una encuesta de opinión realizada en 1999, el 4,1 % de los participantes lo eligió como una de «las personalidades históricas más importantes que han influido en el destino de los rumanos para mejor».
Después de la llegada del comunismo al poder en Rumanía a fines de 1947, la naturaleza de la historiografía, y por lo tanto las formas en que los historiadores rumanos pensaban sobre Vlad el Empalador y sobre otros personajes históricos cambió drásticamente. Se suprimieron los ideales nacionalistas en pos de un mayor acercamiento a la Unión Soviética y a la cultura eslava socialista en general. Por lo cual durante este periodo hablar de este personaje como héroe nacional ya no era aceptable. Esta perspectiva solo cambió a finales de los años 50 y principios de los 60, cuando Rumanía se distanció de los ideales de la Unión Soviética y reivindicó su pasado nacional, aunque reinterpretado en una visión socialista.
En 1976, el gobierno de Nicolae Ceauşescu lo declaró Héroe de la nación al cumplirse el V Centenario de su muerte y el Partido Comunista Rumano lo reafirmó como un héroe y un hombre de Estado cuya crueldad estaba justificada por fines políticos. No obstante, según algunos investigadores como el Dr. Duncan Light, la importancia de Vlad el Empalador para la Rumanía Comunista ha sido en ocasiones exagerada en Occidente:

Vlad era una figura que solamente podía realizar un servicio limitado para el Partido Comunista Rumano.[...] El corto y en última instancia fracasado reinado de Vlad fue insuficiente para elevarlo a la cima del panteón de los héroes nacionales. Los verdaderos héroes de la Rumania comunista fueron: Lucian Boia, Mircea el Viejo, Miguel el Valiente, Esteban el Grande, Tudor Vladimirescu, Alexandru Ioan Cuza, Nicolae Bălcescu y también un significativo número de reyes dacios. Vlad el Empalador parece haber sido considerado como una figura histórica digna de mención por sus intentos para defender la independencia de Valaquia, pero cuyos otros logros fueron limitados.[...] Vlad el Empalador no era (como se asegura a veces) una figura exaltada e idealizada de primer orden en el panteón nacional, sino más bien un héroe de «segundo rango»: alguien estimado, pero cuya utilidad para el régimen era limitada.
Duncan Light.

### Mito del vampiro
Las historias sobre Vlad lo convirtieron en el gobernante medieval más conocido de las tierras rumanas en Europa. Sin embargo, la obra Drácula de Bram Stoker, que fue publicado en 1897, fue el primer libro en hacer una conexión entre Drácula y el vampirismo. El autor atrajo su atención hacia los vampiros bebedores de sangre del folclore rumano por el artículo de Emily Gerard sobre las supersticiones transilvanas (publicado en 1885). Su conocimiento limitado sobre la historia medieval de Valaquia vino del libro de William Wilkinson titulado Account of the Principalities of Wallachia and Moldavia with Political Observations Relative to Them, publicado en 1820.
Según Elizabeth Miller, «Stoker no sabía mucho, aparentemente, sobre Vlad el Empalador; ciertamente no es suficiente para que digamos que fue la inspiración para el conde Drácula». Por ejemplo, escribió que Drácula había sido de origen sículo solo porque conocía tanto las campañas destructivas de Atila el Huno como el supuesto origen huno de los sículos. Su otra fuente principal, Wilkinson, quien aceptó la fiabilidad de las historias alemanas, describió a Vlad como un hombre malvado. En realidad, los documentos de trabajo del autor para su obra no contienen referencias a la figura histórica. En consecuencia, tomó prestado el nombre y «fragmentos de información diversa» sobre la historia de Valaquia al escribir su libro sobre el conde Drácula.

## Apariencia y representaciones
El legado del papa Pío II, Nicolás de Modruš, mencionó la única descripción existente de Vlad, a quien había conocido en Buda. Se ha presentado una copia de su retrato en la «galería de retratos de monstruos» del palacio de Ambras en Innsbruck. La imagen muestra a «un hombre fuerte, cruel y de alguna manera torturado» con «ojos grandes, profundos, de color verde oscuro y penetrantes», según Florescu. El color de su cabello no se puede determinar, porque Modruš menciona que tenía el cabello negro, mientras que el retrato parece mostrar que tenía el cabello rubio. La imagen lo muestra con un labio inferior prominente.
Su mala reputación en los territorios de habla alemana se puede detectar en varias pinturas renacentistas. Fue retratado entre los testigos del martirio de San Andrés en una pintura del siglo XV, exhibida en el palacio Belvedere de Viena. Una figura similar a Vlad es uno de los testigos de Cristo en el Calvario en una capilla de la Catedral de San Esteban en Viena.

[Vlad] No era muy alto, pero sí corpulento y musculoso. Su apariencia era fría e inspiraba cierto espanto. Tenía la nariz aguileña, fosas nasales dilatadas, un rostro rojizo y delgado y unas pestañas muy largas que daban sombra a unos grandes ojos grises y bien abiertos; las cejas negras y tupidas le daban aspecto amenazador. Llevaba bigote, y sus pómulos sobresalientes hacían que su rostro pareciera todavía más enérgico. Una cerviz de toro le ceñía la cabeza, de la que colgaba sobre unas anchas espaldas una ensortijada melena negra.
Descripción de Nicolás de Modruš sobre Vlad el Empalador.

## Vlad el Empalador en la cultura popular
- La obra A Treia țeapă (1978) fue escrita por Marin Sorescu y puesta en escena en el apogeo del régimen totalitario de Nicolae Ceaușescu. Se centró en la crueldad y el fracaso final del poder absoluto del histórico Vlad Țepeș.[201]
- Vlad Țepeș (1979), película de drama histórico rumano dirigida por Doru Năstase con Ștefan Sileanu como Vlad, donde es retratado con un tono positivo.[202]
- Vlad Tepes Dracula, un videojuego sueco de 1997.[203]
- Dark Prince: The true story of Dracula (2000), película de televisión estadounidense de terror y guerra estrenada en Halloween, donde Rudolf Martin interpretó a Vlad.[204]
- En Assassin's Creed: Revelations (2011), el protagonista Ezio Auditore tiene que encontrar la tumba de Vlad Țepeș, con su cráneo y espada adentro.[205]
- El videojuego Age of Empires II: The Forgotten (2013) contiene una campaña de cinco capítulos que representa a Drácula, comenzando con su conflicto con Vladislao II y concluyendo con una batalla contra Basarab Laiotă y otras fuerzas otomanas.[206]
- Vlad Țepeș (interpretado por Paul Rhys) aparece en Da Vinci's Demons (2013-2015), una serie histórica de fantasía dramática que presenta un relato ficticio de los primeros años de vida de Leonardo da Vinci.[207]
- Vlad Țepeș es el protagonista de una trilogía de cómics escrita en italiano por Matteo Strukul con arte de Andrea Mutti,[208][209][210] publicada en inglés en 2020.[211][212][213]
- El grupo de rock británico Kasabian tituló Vlad the Impaler a una de sus canciones. Está incluida en el disco West Ryder Pauper Lunatic Asylum, de 2009.
- En «Dracula Untold» (2014. Gary Shore)  la trama de la película se acerca bastante a la historia real; evidentemente quitando la parte de fantasía, bueno y esa batalla final en la que vence a Mehmed II.[214]
- La producción turca «Deliler (Vlad el empadador)» (2018. Osman Kaya). Es una visión diferente, posiblemente una de las menos alejadas de las crónicas históricas pero muy enfocada a la versión turca de aquella historia.[214]
- En la novela japonesa Fate/Apocrypha aparece como un servant de la clase Lancer pero en el juego de Fate/Grand Order lo cambian a la clase berserker. En el videojuego Fate/Extra aparece igual de la clase Lancer pero diferente aspecto.
- Rise of Empires: Ottoman es una serie de docudrama producida y estrenada por Netflix, que relata la historia del Imperio Otomano. La segunda temporada, compuesta por 6 episodios, se estrenó el 29 de diciembre de 2022. Esta temporada se enfoca en el conflicto histórico entre Mehmed II, el conquistador otomano, y Vlad III Tepes, conocido también como Vlad el Empalador. A través de narraciones dramáticas y análisis históricos, la serie ofrece una mirada profunda a los eventos que modelaron el destino de estos líderes y sus imperios.
- El juego de mesa Pax Renaissance, de Phil Eklund, cuenta con una carta dedicada a Vlad el Empalador. El juego cuenta también con una carta dedicada a su hermano Radu el Hermoso.